# Apospasta aethalopa
Apospasta aethalopa är en fjärilsart som beskrevs av Fletcher 1961. Apospasta aethalopa ingår i släktet Apospasta och familjen nattflyn. Inga underarter finns listade i Catalogue of Life.